# Стадион Борца из Чачка
44° 45′ 54.56″ N 20° 28′ 19.75″ E / 44.7651556° С; 20.4721528° И
Стадион Борца или Стадион крај Мораве је стадион ФК Борца из Чачка. Налази се у Чачку, са десне стране Западне Мораве. Капацитет стадиона је 6.574 места после реновирања 2007. године.

## Реконструкција
Крајем новембра 2011. почела је прва фаза комплетне реконструкције стадиона. Пројекат је урадио „Саобраћајни институт ЦИП“, док је за извођача радова изабрана фирма „Ратко Митровић констракшн“, а капацитет стадиона након реконструкције ће бити 8.000 седећих места. Прва фаза радова укључује надоградњу и покривање источне трибине, изградњу пословно-угоститељског комплекса на северној страни стадиона, као и постављање рефлекторског осветљења. Друга фаза је рушење старе и изградња нове западне трибине на два нивоа.
Почетком јула 2012. радови на изградњи стадиона су стали јер држава није измиривала своје обавезе према извођачу радова, тако да је дуг нарастао на око 66 милиона динара. Држава је почетком 2013. измирила своје обавезе и радови су настављени током априла.
Постављање рефлекторског осветљења је завршено пред почетак сезоне 2014/15, а прва званична утакмица под рефлекторима одиграна је 9. августа 2014, када је Борац у првом колу Суперлиге угостио Доњи Срем (2:0). Реновирана источна трибина је 26. септембра добила дозволу за коришћење и први пут је била отворена за гледаоце 29. септембра 2014. у суперлигашком мечу са Црвеном звездом.